# Dieldrin
Dieldrin is een gebrugde organische chloorverbinding met als brutoformule C12H8Cl6O. De stof komt voor als een kleurloos tot lichtbruin kristallijn poeder, dat slecht oplosbaar is in water.

## Synthese
Dieldrin wordt bereid door hexachloorcyclopentadieen met norbornadieen in een diels-alderreactie met elkaar te laten reageren, waarbij aldrin wordt gevormd, gevolgd door een epoxidatie van de norborneenring:
Dieldrin is genoemd naar de Duitse scheikundige Otto Diels, een van de ontdekkers van dit reactietype.

## Toepassingen
Dieldrin is een insecticide dat ingezet werd tegen onder andere termieten en sprinkhanen. Het gebruik en productie van dieldrin zijn, vanwege de langdurige schadelijkheid voor het milieu, op de Conventie van Stockholm verboden sinds 2004. Handelsnamen van de stof zijn Alvit, Dieldrex, Dieldrite, Illoxol, Octalox, Panoram en Quintox.

## Toxicologie en veiligheid
Dieldrin ontleedt bij verhitting, met vorming van giftige dampen, onder andere waterstofchloride. Het reageert met oxidatoren en zuren en tast metalen aan door de trage vorming van waterstofchloride gedurende de opslag.
Dieldrin kan schadelijke effecten hebben op het centraal zenuwstelsel, met als gevolg stuiptrekkingen.